# Mohamed Charbagi
Mohamed Charbagi, né à Tunis, est un réalisateur et producteur tunisien.

## Biographie
Il suit des études secondaires au lycée Ibn Rochd (Averroès). C’est en tant que membre de la Fédération tunisienne des ciné-clubs qu’il découvre les classiques les films de la Nouvelle Vague française. À partir de 1962, il est membre de l'Association des jeunes cinéastes tunisiens qui se consacre au cinéma amateur et dont les clubs se réunissent en une Fédération tunisienne des cinéastes amateurs. Il y rencontre Tahar Cheriaa, le père du cinéma tunisien.
En 1968, Mohamed Charbagi part étudier le cinéma à Paris et entre à l’Institut français de la communication. Ses premiers films se veulent en prise avec le réel, et portent sur le thème de l’acculturation (Petite histoire d'œufs et Somaa). Il écrit et réalise notamment La Calligraphie arabe, en collaboration avec Abdelwahab Meddeb ; il écrit et réalise ensuite un film sur l’Érythrée, pour sensibiliser le public à la lutte pour son indépendance,.
De 1989 à 1995, il est responsable au sein du groupe Expand des collections Racines et Côté Sud. À propos de Racines, Mohamed Charbagi témoigne ainsi : « Racines se veut une réflexion, à travers l'histoire, sur l'enrichissement culturel et le dialogue entre les peuples ». Il y produit également Miroirs de Tunis de Raoul Ruiz, co-écrit par Meddeb,,.
En 1981, Mohamed Charbagi crée Alif Productions et produit des documentaires sur le patrimoine culturel méditerranéen, l’histoire, les questions que posent l’intégration et l’insertion sociales, les arts vivants ; ceux-ci, comme Les Beys de Tunis, une monarchie dans la tourmente coloniale de Mahmoud Ben Mahmoud, Méditerranée, miroirs du monde de Jean-Denis Bonan et Tunisie, histoires de femmes de Feriel Ben Mahmoud, Mouss et Hakim de Samia Chala et Thierry Leclère ou encore Stéphane Braunschweig, scènes croisées de Mustapha Hasnaoui, sont diffusés sur les chaînes hertziennes et du câble françaises, ainsi que sur des chaînes du Maghreb. Il co-produit également le long métrage Le Professeur de Ben Mahmoud en 1977.
Membre fondateur et vice-président de l’Association des producteurs indépendants de la Méditerranée, Mohamed Charbagi s'attache à la collaboration Nord-Sud, et coproduit certains de ses films à l'international.

## Filmographie

### Réalisateur
- 1974 : Petite histoire d'œufs, objets animés, 12 min
- 1977 : Somaa, documentaire, 52 min
- 1979 : Pour l'Érythrée, documentaire, 70 min
- 1985 : Cinécalligramme ou La Calligraphie arabe, documentaire, 30 min

### Alif Productions (1982-1986)
- La Mosquée de Kairouan, 1982, documentaire, 26 min
- La prière est le pilier de l'islam, 1983, documentaire, 48 min
- De Marrakech à Grenade, les Almohades, 1984, documentaire, 26 min
- Cinécalligramme ou La Calligraphie arabe, 1985, documentaire, 30 min

### Anabase Productions (groupe Expand)
- Racines, 1989-1992, série documentaires, 40 x 26 min
- Rencontres, 1991, magazine, 10 x 58 min
- Peter Brook, 1992
- Miroirs de Tunis de Raoul Ruiz, 1993, documentaire, 52 min

### Alif Productions (depuis 1995)
- Albert Samama-Chikli de Mahmoud Ben Mahmoud, 1996, documentaire, 30 min
- 140 000 Chinois pour la Grande Guerre d'Olivier Guiton, Véronique Izambard et Gilles Sionnet, 1997, documentaire, 52 min
- Méditerranée, miroirs du monde de Jean-Denis Bonan, 1997, documentaire, 52 min
- Trois cas d'école de Michèle Bourgeot, 1999, documentaire, 52 min
- Algérie, entre douleurs et liberté de Saïd Nanache, 2001, documentaire, 52 min
- Quatre Maliens pour une coupe d'Afrique de Patrick Le Gall, 2002, documentaire, 52 min
- Sangatte, ville ouverte de Grégory Laville, 2002, documentaire, 52 min
- Elektra, fragments d'une mise en scène de Mustapha Hasnaoui, 2002, documentaire, 52 min
- La Séparation de Natacha Defontaine, 2002, documentaire, 52 min
- Stéphane Braunschweig, scènes croisées de Mustapha Hasnaoui, 2003, documentaire, 52 min
- Fadhel Jaïbi, un théâtre en liberté de Mahmoud Ben Mahmoud, 2003, documentaire, 52 min
- Calais, ville d'errance de Grégory Laville, 2003, documentaire, 52 min
- Les Filles du ring de Théodore Robichet, 2003, documentaire, 52 min
- Le Bois qui chante de Jean-Claude Morin, 2004, documentaire, 52 min
- Retour à Guitera de Natacha Defontaine, 2004, documentaire, 52 min
- La Deuxième femme de Caroline Pochon, 2004, documentaire, 52 min
- Liban, réconciliations d'après-guerre de Olivier Doat et Aïda Kanafani-Zahar, 2004, documentaire, 52 min
- Tunisie, histoire de femmes de Feriel Ben Mahmoud, 2006, documentaire, 52 min
- L'Inde en vitrine de Natacha Defontaine, 2006, documentaire, 52 min
- Les Beys de Tunis, une monarchie dans la tourmente coloniale de Mahmoud Ben Mahmoud, 2007, documentaire, 52 min
- À l'école de l'astrolabe de Naïma Lefkir-Laffitte, 2008, documentaire, 52 min
- Portraits d'actrices de Natacha Defontaine, 2010, documentaire, 52 min
- Nizwa, dans le sillage de Henry de Monfreid de Vincent Dumesnil, 2010, documentaire, 52 min
- Mouss et Hakim, Origines contrôlées de Samia Chala et Thierry Leclère, 2011, documentaire, 52 min
- Le Professeur de Mahmoud Ben Mahmoud, 2012, co-production avec Familia Production, fiction, 90 min
- Mélodies de l'exil de Mustapha Hasnaoui et Mahmoud Ben Mahmoud, 2013, documentaire, 52 min